# HAHO
O termo HAHO Significa em inglês High Altitude-High Opening, em português pode ser traduzido como sendo um salto com paraquedas realizado a uma grande altura e com Abertura, ou acionamento do paraquedas também a grande altura.
É um método de pára-quedismo militar que consiste em saltar de um avião a mais de 12 000 pés de altura do solo, cujo acionamento dos pára-quedas são efetuados pelos próprios saltadores(comandado) ou com uso de uma fita estática(salto estatic line), ancorada na aeronave, de forma escalonada dentro das equipes, ou duplas de saltadores, logo após a saída da aeronave, ou quando atingirem alturas pré-estabelecidas durante o brienfing da missão.
É um técnica empregada por tropas de Forças Especiais com intuito de realizar operações de infiltração em território ou área de operações.
Com este método a fração, ou tropa, é possível percorrer vários quilômetros, sem ser detectada, dado que geralmente este tipo de operações serem realizadas durante o período noturno, com pouca visibilidade, diminuindo assim a possibilidade de percepção por tropas no solo.
Tal fato Permite, por exemplo, atravessar fronteiras, devido a grande razão de avanço dos paraquedas operacionais (1:4 ou superior) utilizados por essas tropas altamente especilizadas;
As desvantagens para esse tipo de operação militar consiste no fato de empregar pequenos efetivos devido ao grande nível de adestramento exigido, além de ser muito difícil manter uma formação tática, pois são necessários domínio de técnicas especiais, de conhecimentos de navegação com búlsola e GPS, além da dificuldade para o militar que carrega todo seu equipamento e armamento e o uso de materiais especiais tais como: capacetes com rádio comunicador embutido,óculos de visão noturna, luvas de neopreno, roupas especiais devido ao frio abaixo de zero graus existente nas altas camadas (acima de 8 km) e de cilindro de oxigênio para suprir as necessidades durante a queda livre sob condições de ar rarefeito.
Tudo isso aliado ao estresse e desconfortos inerentes a atividade de alto risco faz com que apenas pouquíssimos militares estejam habilitados a realizar esse tipo de missão.
Outro fator preponderante é a dificuldade de manter a organização tática agrupada, devido a baixa visibilidade e a possibilidade de grande disperso entre os membros das equipes.